# Thylamys pallidior
Thylamys pallidior är en pungdjursart som först beskrevs av Thomas 1902. Thylamys pallidior ingår i släktet Thylamys och familjen pungråttor. Inga underarter finns listade.
Populationen listades en längre tid som underart eller synonym till Thylamys elegans.

## Utseende
Arten blir 73 till 104 mm lång (huvud och bål), har en 97 till 118 mm lång svans och väger 13 till 39 g. Den stora variationen i vikten beror på djurets förmåga att lagra fett i svansen som energireserv för vintern. Thylamys pallidior tillhör pungdjuren men honor saknar pung (marsupium). På ryggen förekommer mörk päls som går över till lite ljusare päls på kroppens sidor och buken är vit.

## Utbredning
Pungdjuret förekommer från södra Peru över norra Chile och Bolivia till centrala Argentina.
Artens habitat varierar mer än hos andra släktmedlemmar mellan det torra eller halvtorra låglandet samt låga eller höga delar av Anderna som kan vara torra eller fuktiga. I utbredningsområdet förekommer bland annat skogar, buskskogar och bergsöknar.

## Ekologi
Individerna kan vara aktiva under skymningen, under natten och/eller under gryningen. De äter främst ryggradslösa djur samt några växtdelar som frön, frukter och blad. Kanske ingår små ryggradsdjur i födan liksom hos andra släktmedlemmar. Antagligen lever varje exemplar ensam när honan inte är brunstig. Thylamys pallidior bygger bon av gräs, hår och upphittade fjädrar som göms i bergssprickor, i trädens håligheter eller under buskar. Den går främst på marken men den kan klättra i växtligheten. Arten intar ett stelt tillstånd (torpor) vid matbrist, främst under den kalla årstiden.
Angående fortplantningssättet finns olika uppgifter. Enligt IUCN har honan bara en kull per år under sena våren eller tidiga sommaren. Enligt andra källor förekommer upp till tre kullar per år. Enstaka infångade exemplar levde 1,5 år i fångenskap.

## Status
För artens bestånd är inga allvarliga hot kända. IUCN listar Thylamys pallidior som livskraftig (LC).